# تقرير ميليس
تقرير ميليس  هو نتيجة تحقيق الأمم المتحدة في اغتيال رئيس الوزراء اللبناني السابق رفيق الحريري في 14 شباط عام 2005. بدأ التحقيق وفقًا لقرار مجلس الأمن الدولي رقم 1595 برئاسة المدعي العام الألماني ديتليف ميليس، وتضمن استجواب مسؤولين لبنانيين وسوريين.
وقد سُبق هذا التقرير بتقرير فيتزجيرالد التابع للأمم المتحدة، ولا يجب الخلط بينهما.
تم إصدار المسودة النهائية لتقرير ميليس في 20 تشرين الأول عام 2005، ووجد أن أعضاءً رفيعي المستوى في الحكومتين السورية واللبنانية شاركوا في عملية الاغتيال. اعتمد التقرير في النتائج التي توصل إليها على شهود رئيسيين وعلى مجموعة متنوعة من الأدلة، بما في ذلك المكالمات الهاتفية ببطاقات هاتفية مسبقة الدفع محددة تربط مسؤولين لبنانيين وسوريين بارزين ومرتبطين بالأحداث المحيطة بالجريمة.
عند إصدار التقرير الأول، تم تمديد فترة التحقيق إلى 15 أيلول 2005. وصدر تقرير ثان مع المزيد من النتائج في 10 كانون الأول عام 2005.
في 15 كانون الأول، صوت مجلس الأمن بالإجماع على تمديد التحقيق مرة أخرى حتى 15 حزيران 2006. وفي 15 كانون الأول، استقال ديتليف ميليس من منصب كبير المحققين للعودة إلى برلين. وفي 11 كانون الثاني عام 2006، تم استبدال ميليس بسيرج براميرتز.

## كشف النتائج
لم يذكر تقرير ميليس الرسمي أي شخص محدد في الحكومة السورية مسؤول عن الاغتيال. ومع ذلك، تم أولاً إصدار التقرير بالخطأ كمستند وورد مايكروسوفت وورد الذي حفظ التغييرات التي تم إجراؤها في المستند منذ إنشائه. وفقًا لتلك الوثيقة، فإن تقرير الأمم المتحدة الأصلي قد حدد على وجه الخصوص العديد من كبار المسؤولين الحكوميين والعسكريين السوريين بالاسم باعتبارهم مسؤولين شخصياً عن اغتيال رفيق الحريري.
على سبيل المثال، ذكر التحرير السابق للتقرير أن ماهر الأسد وآصف شوكت وحسن خليل وبهجت سليمان وجميل السيد كانوا وراء مقتل الحريري. ولكن في النسخة الرسمية، تم استبدالهم بـ «مسؤولين لبنانيين وسوريين كبار». ماهر الأسد هو شقيق الرئيس السوري بشار الأسد، وآصف شوكت هو شخصية قوية داخل الحكومة متزوج من أختهما بشرى. وسليمان هو مسؤول أمني سوري كبير، وكان السيد هو اللبناني الوحيد من بين الأربعة هو رئيس دائرة الأمن العام في لبنان وقت اغتيال الحريري.
اقترح البعض أن الوثيقة تشير إلى أن التقرير قد تم تغييره لإزالة هذه الأسماء خلال اجتماع مع الأمين العام للأمم المتحدة كوفي عنان على الرغم من حقيقة أنه ذكر شخصيًا أن هذا لن يحدث. كما ونفى ميليس نفسه التأثير الخارجي على التقرير، وقال أن عنان لم يقترح أي تغييرات. ويعتبر الدافع لإزالة الأسماء غير معروف.

## تراجع الشهود وقتلهم
في شهر كانون الأول عام 2005، تعرضت قضية الأمم المتحدة ضد سوريا للتدقيق عندما تم التعرف على أحد الشهود الرئيسيين في تقرير ميليس وهو حسام طاهر حسام بشكل علني وتراجع عن شهادته مدعيًا أنه تعرض للرشوة والتعذيب من قبل المصالح اللبنانية للإدلاء بشهادته ضد سوريا.
ومع ذلك، يؤكد تقرير ميليس الصادر في 10 شهر كانون الأول على استلام «معلومات موثوق بها قبل أن يتراجع السيد حسام عن شهادته أمام لجنة التحقيق الدولية المستقلة التابعة للأمم المتحدة، وأن مسؤولون سوريون قاموا باعتقال وتهديد بعض من  أقارب السيد حسام في سوريا».
هناك ظروف مماثلة تحيط بزهير بن محمد سعيد صديق الذي تم الكشف عنه لاحقًا ليكون الشاهد الرئيسي الذي لم يكشف عن اسمه في التقرير. قام في البداية بالتواصل مع اللجنة بمعلومات مفصلة حول التخطيط للهجوم، ولكن بعد ذلك غير شهادته واعترف بالمشاركة في الهجوم. وقال في شهادته أنّ مسؤولين سوريين ولبنانيين كبار التقوا في شقته للتخطيط للاغتيال. وهو حاليًا قيد الاعتقال في باريس بناءً على طلب ميليس لتورطه المحتمل في اغتيال الحريري. بعد ذلك، أُثيرت لدى لجنة الأمم المتحدة التي قدمت تقرير ميليس إلى مجلس الأمن التابع للأمم المتحدة شكوك جدية حول مصداقية تصريحات صادق.
نوار حبيب دونا هو تاجر هواتف محمولة في طرابلس قام ببيع خمسة من بطاقات الهاتف الثمانية المدفوعة مسبقًا والتي لها علاقة بحادثة الاغتيال، وقد قُتل في حادث سيارة في شهر تشرين الثاني عام 2005.

## الجانب الثقافي
نشر ربيع جابر رواية عربية تحت اسم  تقرير ميليس مباشرة بعد التقرير الأولي في عام 2005.

## روابط خارجية
- The official October 2005 Mehlis report (link to the UN site)
- BBC Mirror of the Mehlis Report (some have reported problems accessing the UN site)
- The second (December 2005) Mehlis Report
- Mehlis Report A marked-up copy distributed to journalists 20 October 2005]
- Connecting the dots in Lebanon
- Times Online نسخة محفوظة 6 أكتوبر 2008 على موقع واي باك مشين. On the different versions of the report